# Pastavi
Pastavi (bjeloruski: Паставы, ruski: Поставы, poljski: Postawy, litavski: Pastovys) je grad u sjevernoj Bjelorusiji u Vitebskoj oblasti.

## Zemljopis
Pastavi se nalazi na rijeci Mjadzelki u slivu Zapadne Dvine u blizini granice s Litvom. Udaljen je 268 km od oblasnog središta Vitebska i 190 km od glavnog grada države Minska.

## Povijest
Pastavi se prvi put spominje 1409. godine, te je do sredine 18. stoljeća malo naselje na rijeci Mjadzelki. U to vrijeme grad ima rimokatoličku i grkokatoličku crkve te franjevački samostan.
Grad je bio dio Velike Kneževine Litve, a nakon podjele Poljske 1793. postaje dijelom Ruskog Carstva. Od 1921. godine dio je Poljske a od rujna 1939. postaje dijelom Bjeloruske Sovjetske Socijalističke Republike. U vrijeme Drugog svjetskog rata područje Pastavija je bilo pod nacističkom okupacijom, Sovjeti oslobađaju Pastavi 5. srpnja 1944. godine.

## Stanovništvo
Godine 2016. u gradu je živjelo 20.039 stanovnika, te je peti po veličini grad u Vitebskooj oblasti nakon Vitebska, Orše, Navapolacka i Polocka.

## Gradovi prijatelji
- Sant'Oreste, Italija

- Rzeżyca, Litva

- Kupiszki, Litva

- Rakiszki, Litva

- Święciany, Litva

- Szyrwinty, Litva

- Wejherowo, Poljska

- Siemiatycze, Poljska

- Kursk, Rusija

- Puškino, Rusija

- Jõhvi, Estonija

## Vanjske poveznice
- Lokalne vijesti iz Pastavija  Arhivirana inačica izvorne stranice od 2. ožujka 2012. (Wayback Machine)

- Fotografije na Radzima.org

### Ostali projekti
|  | Zajednički poslužitelj ima još gradiva o temi Pastavi |